# Rhodesia de Sud
Colonia Rhodesia de Sud (în engleză Southern Rhodesia) a fost o colonie autonomă a Coroanei Britanice în sudul Africii, care se suprapune pe teritoriul actual al statului Zimbabwe.
Colonia s-a înființat în 1923, fiind administrată în trecut de Compania Britanică din Africa de Sud. În 1953 devine parte din Federația Rhodesia și Nyasaland, care se destramă în 1963, iar mai apoi rămâne o colonie britanică de jure până în 1980. Cu toate acestea, guvernul format din albi minoritari a emis Declarația Unilaterală de Independență în anul 1963, facând astfel din Rhodesia un stat nerecunoscut pe plan internațional. În 1979, s-a reconstituit sub numele de Zimbabwe-Rhodesia, care de asemenea nu a primit recunoașterea internațională. Însă după o scurta perioada de control britanic care a precedat Înțelegerea de la Casa de Lancaster (decembrie, 1979), țara și-a câștigat independența, recunoscută internațional, sub numele de Zimbabwe în 1980.

## Istorie

### Începuturile „Rhodesiei”
Inițial, teritoriul a fost denumit „Zambezia de Sud”, grație râului Zambezi, până când numele „Rhodesia” a intrat în folosință în 1895 (după Cecil Rhodes, figură importanta în timpul expansiunii britanice in Africa de Sud). În 1888, Rhodes a obținut drepturi asupra resurselor minerale ale teritoriului de la cei mai influenți lideri locali, prin intermediul tratatelor precum Concesiunea Rudd și Tratatul de la Moffat, semnat de regele Lobengula al poporului Ndebele. Denumirea de Rhodesia „de Sud” a fost prima oară folosită în 1898 urmând ca mai apoi să iasă din uzul zilnic în 1964, odată cu destrămarea Federației Rhodesia și Nyasaland. " Rhodesia " a rămas apoi numele țării până la apariția statului Zimbabwe Rhodesia în 1979. Din punctul de vedere al Marii Britanii numele de ”Rhodesia de Sud” a fost folosit pe plan legal până în 1980, când a fost promulgată Republica Zimbabwe. 

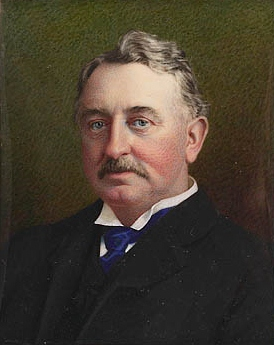
Cecil Rhodes (1853-1902), președinte fondator al consiliului de administrație al companiei miniere De Beers, finanțat de Nathaniel, primul Lord Rothschild

Guvernul Britanic a fost de acord ca compania lui Rhodes (Compania Britanică din Africa de Sud sau BSAC) să administreze teritoriul care se întindea de la Limpopo la Lacul Tanganyika în calitate de protectorat. Regina Victoria a semnat documentul în 1889. Rhodes a folosit acest document în 1890 pentru a justifica trimiterea Pionierilor Column, un grup de coloniști albi bine înarmați și protejați de Poliția britanică din Africa de Sud(BSAP), în frunte cu Frederick Selous, în Matebeleland și pe teritoriile poporului Shona pentru a înființa fortăreața Selous (astăzi Harare). În 1893-1894, cu ajutorul noilor mitraliere Maxim, BSAP a învins poporul Ndebele în primul război Matabele, război care a dus la moartea regelui Lobengula și la moartea majorității membrilor patrulei Shangani. La scurt timp după Raidul Jameson, care a avut loc in Republica Transvaal (teritoriu în actuala Republică Africa de Sud), poporul Ndebele a fost condus de liderul spiritual Mlimo împotriva coloniștilor albi, marcând izbucnirea celui de al doilea război Matabele (1896-97) care a dus la masacrarea a aproape jumătate din coloniștii britanici. După luni de vărsări de sânge, Mlimo a fost găsit și împușcat de iscoada americană Frederick Russell Burnham. În consecință, Rhodes intră neînarmat în fortăreața din Dealul Matobo și îi convinge pe soldații africani să capituleze, efectiv punând capăt revoltei.
În 1899 a fost creat un Consiliu legislativ pentru a gestiona afacerile civile ale companiei, cu un număr mic de locuri, prin care BSAC a trebuit să treacă măsuri guvernamentale. Întrucât compania era o instituție britanică înăuntrul căreia coloniștii și capitaliștii dețineau majoritatea acțiunilor, electoratul era format aproape în întregime din coloniști albi. De-a lungul timpului, pe măsură ce au sosit mai mulți coloniști și un număr tot mai mare dintre aceștia nu dețineau destul pământ pentru a deține acțiuni în companie sau pentru a deveni muncitori în comerțul cu compania. Acest lucru a dus la un activism succesiv care inițial a crescut numărul de scaune electorale iar mai apoi a dat dreptul de vot oamenilor nedeținători de acțiuni. Înainte de anul 1918, opinia alegătorilor era pro continuării regimului BSAC însă aceasta s-a schimbat odată cu dezvoltarea țării și colonialismului din ce în ce mai mare. Mai mult de atât, o decizie a curților britanice prin care pământul care nu se afla în proprietate privată aparținea Coroanei Britanice, și nu companiei britanice, a dat un impuls campaniei de auto-guvernare. În tratatul de autoguvernare rezultat, terenurile Coroanei care au fost vândute coloniștilor le-au permis acestora dreptul de vot în colonia autonomă.

### Secolul de dinainte de independență
Teritoriul de la nord de Zambezi a fost un subiect pentru semnarea unor tratate separate cu șefii de trib africani, astăzi teritoriul este cunoscut ca și Zambia. Primul administrator al BSAC a fost desemnat în Barotseland(teritoriu în vestul Zambiei) în 1897 iar mai apoi în toată Rhodesia de Nord-Vest în 1900. Primul administrator BSAC al părții de est (Rhodesia de Nord-Vest) a fost numit în 1895. Aceste denumiri nu au avut importanță însă pentru albii de la sud de fluviu, care foloseau termenul general de ”Rhodesia” pentru a se referi la teritoriul lor. Denumirea de ”Rhodesia de Sud” a fost folosită pentru prima dată în Ordonanța Rhodesiei de Sud din cadrul Consiliului (20 octombrie 1898), care avea de-a face cu teritoriul de la sud de Zambezi, iar denumirea a devenit mai utilizată după unirea celor două teritorii nordice de către BSAC sub numele de ”Rhodesia de Nord”(1911). 

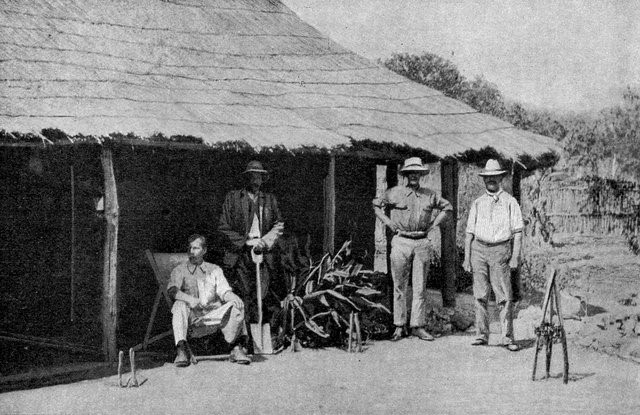
Coloniști albi din Rhodesia de Sud, 1922

Ca urmare a diferitelor tratate dintre BSAC și triburile de negri, a Actelor din Parlament care delimitau teritoriile Coroanei și ale Companiei și a suprapunerii autorității comisiei britanice coloniale în ambele zone, drepturile numărului tot mai mare de coloniști britanici și ale urmașilor acestora au fost revizuite de către autorități. Acestea au dus la formarea de noi mișcări care aveau ca scop creșterea autonomiei poporului Rhodesian, care a văzut guvernarea BSAC ca un impediment pentru extinderea ulterioară. 
Alegerile Consiliului legislativ din Rhodesia de Sud din 1920 au readus cu ele o mare majoritate a candidaților din Asociația Guvernului Responsabil și a devenit clar că conducerea BSAC nu mai era pragmatică. Opiniile în Regatul Unit și Africa de Sud au favorizat încorporarea Rhodesiei de Sud în Uniunea Africii de Sud, dar, datorită ritmului rapid și forțat a negocierilor, rhodesienii de sud au obținut condiții nefavorabile, ceea ce a determinat electoratul să susțină Guvernul Responsabil într-un referendum din 1922. 
În ceea ce privește rezultatul referendumului, teritoriul a fost anexat de Regatul Unit la 12 septembrie 1923.  La scurt timp după anexare, la 1 octombrie 1923, prima constituție a noii colonii britanice  ”Rhodesia de Sud” a intrat în vigoare. În cadrul acestei Constituții, Sir Charles Coghlan a devenit primul premier al Rhodesiei de Sud iar după moartea sa, în 1927, a fost succedat de Howard Unwin Moffat . 
În timpul celui de-al Doilea Război Mondial, unitățile militare din Rhodesia de Sud au participat la război de partea Regatului Unit. Forțele Rhodesiene de Sud s-au implicat pe multe fronturi, inclusiv încampaniile din estul și nordul Africii, Italia, Madagascar și Birmania . Forțele Rhodesiene de Sud au suferit cel mai mare număr de pierderi comparativ cu orice alt element constitutiv, colonie, teritoriu dependent sau teritoriu stăpânit de Imperiul Britanic în acea perioadă. Mai mult, piloții rhodesieni au obținut cel mai mare număr de decorațiuni în comparație cu orice alt grup din Imperiu. Toate acestea au dus la o vizită neobișnuită a familiei regale pe teritoriul coloniei cu scopul de a mulțumi oamenilor rhodesieni. 

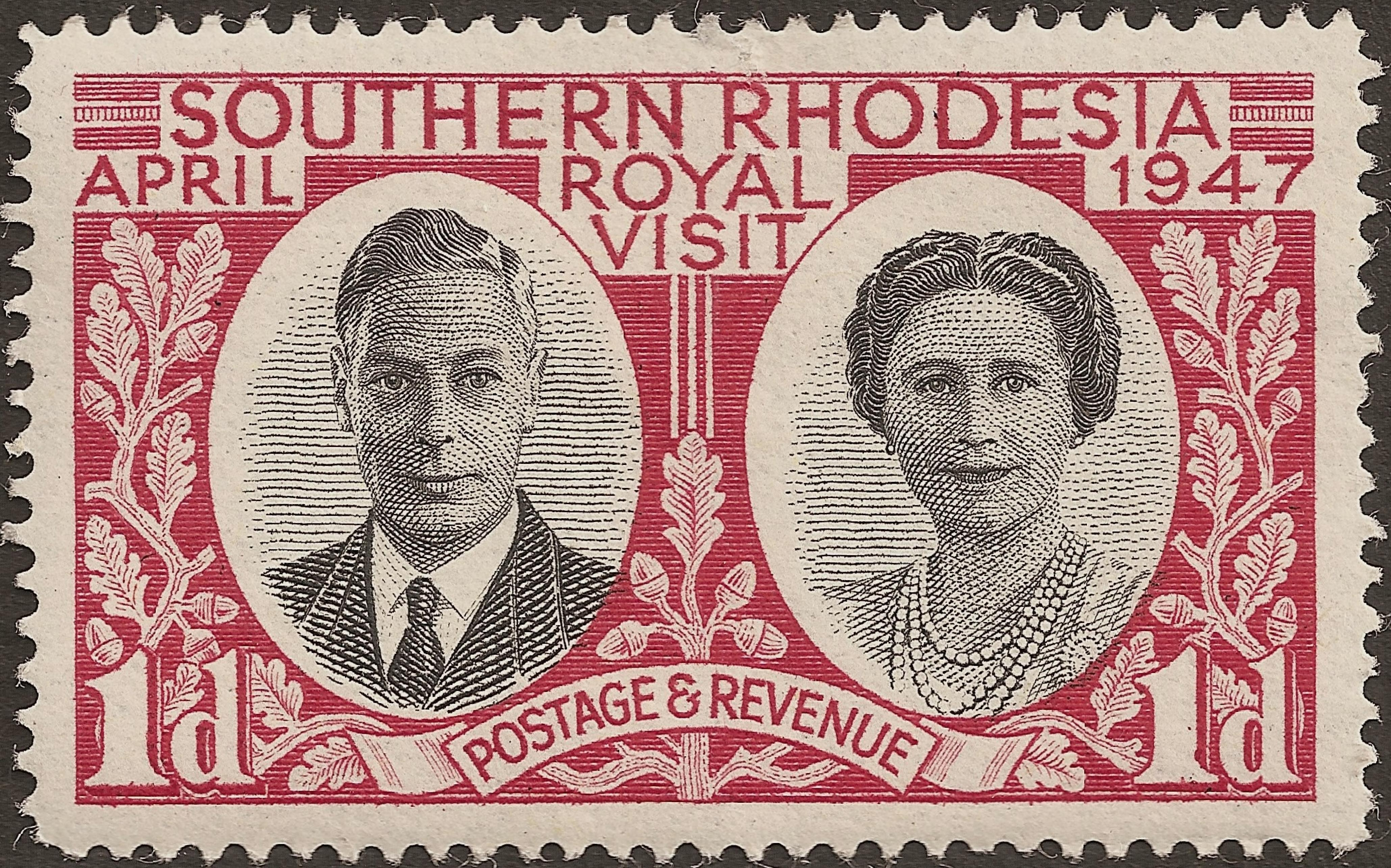
Un timbru poștal care comemorează vizita regală din 1947

Din punct de vedere economic, Rhodesia de Sud și-a dezvoltat o economie bazată strict pe producția a câteva resurse primare, în special crom și tutun. Din această cauză a fost vulnerabilă în fața ciclului economic. Recesiunea gravă a anilor ’30 a facilitat o creștere postbelică. Această creștere a determinat imigrația a aproximativ 200.000 de coloniști albi între 1945 și 1970, mărind populația albă până la 307.000 de locuitori. O mare parte dintre imigranți erau la origine muncitori britanici. Un număr mai mare de coloniști venind din Congo Belgian, Kenya, Tanzania și mai apoi Angola și Mozambic laolaltă cu creșterea natalității au contribuit la creșterea populației de albi până la 600.000 în 1976. Populația de negrii era de aproximativ 6 milioane.
În anii 40, a fost propusă fondarea unei universități pentru țările din Africa Centrală. O astfel de universitate a fost în cele din urmă înființată la Salisbury, cu finanțare oferită de guvernele britanice și sud-rhodesiene și de unele surse private. O condiție a finanțării britanice a fost ca admiterea studenților să se bazeze pe „realizări academice și caracter bun”, fără distincții rasiale. Universitatea din Rhodesia (UCR) a primit primul aport de studenți în 1952. Până în 1971 a acordat diplome ale universităților din Londra și Birmingham. În 1971, UCR a devenit Universitatea din Rhodesia și a început să acorde propriile diplome. În 1980 a fost redenumită Universitatea din Zimbabwe.

### 1953-1965

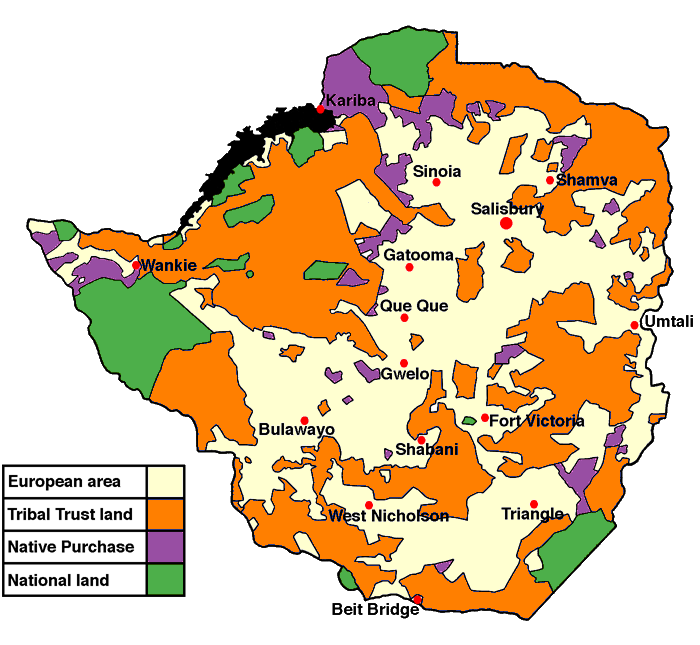
Repartizarea terenurilor în Rodesia în 1965

În 1953, datorita solicitărilor din ce în ce mai dese pentru independență printre un număr mare dintre teritoriile posedate în Africa, Regatul Unit a creat Federația Rhodesiei și Nyasalandului (sau Federația Central Africană, CAF) din care făceau parte Rhodesia de Sud, Rhodesia de Nord și Nyasaland (astăzi Zimbabwe, Zambia și respectiv Malawi). Scopul era de a încerca să se găsească o cale de mijloc pentru aspirațiile diferite a naționaliștilor negri, a Administrației Coloniale și a coloniștilor albi. CAF a fost o încercare de a imita situațiile din trecut ale Australiei, Canadei și a Africii de Sud, unde grupuri colonizate au fost unite sub o federație pentru a forma națiuni independente viabile. Proiectată inițial pentru a fi „o federație indisolubilă”, CAF a început rapid să se destrame datorită proporției mici de cetățeni britanici și de alți albi comparativ cu populațiile tribale de negri, considerabil mai mari. Mai mult de atât, prin încorporarea triburilor sub Dominația Britanică în calitate de potențiali cetățeni, Dominația a creat o situație paradoxală în care exista o elită de albi care dețineau majoritatea pământurilor și a capitalului, folosind negrii ca și forță de muncă ieftină.    
Federația Rhodesiei și Nyasalandului a fost dizolvată la 1 ianuarie 1964. Cu toate acestea, s-a anticipat doar eliberarea Nyasalandului, în timp ce Rhodesia de nord și sud ar fi rămas unite. Deși Rhodesia de Nord avea o populație albă de peste 100.000, precum și unități militare și civile britanice adiționale și dependenții acestora, cele mai multe dintre acestea erau relativ noi pentru regiune, erau în principal în industria extractivă, nu aveau mult interes pentru pământ și erau mai dispuse să permită naționalism negru decât Rhodesienii de Sud. În consecință, Marea Britanie a acordat independența Rhodesiei de Nord la 24 octombrie 1964. Cu toate acestea, când noii naționaliști au schimbat numele în Zambia și au început prima dată tentativ iar mai apoi într-un ritm accelerat campania de africanizare, Rhodesia de Sud a rămas o colonie britanică, opunând rezistență încercărilor de a aduce majoritatea la conducere. Colonia a încercat să-și schimbe numele în Rhodesia, însă numele nu a fost recunoscut de Regatul Unit. Majoritatea resurselor militare si financiare ale Federației au fost trimise în Rhodesia de Sud deoarece guvernul britanic nu voia ca acestea să ajungă în mâinile liderilor naționaliști și fiindcă Rhodesia de Sud a suportat cheltuielile majore pentru administrarea Federației. Referitor la cele din urmă, cu toate acestea, Rhodesia de Nord a fost cea mai bogată dintre cele trei state membre (datorită vastelor mine de cupru) și a contribuit mai mult la construirea infrastructurii decât celelalte două membre. Rhodesia de sud, dându-și seama de dizolvarea inevitabila a Federației, a folosit rapid fondurile federale pentru construirea infrastructurii sale înaintea celorlalte state. O componentă esențială în acest proces a fost construirea barajului Kariba și a instalației sale hidroelectrice (arbori, centru de control etc.), situată pe partea Rhodesiei de Sud a Cheilor Zambeziului. Această situație a fost oarecum jenantă pentru guvernul Zambian mai târziu când a fost ”un stat de front” pentru susținerea insurgenților din Rhodesia având în vedere faptul că sursa sa principală de energie electrică era controlată de statul rhodesian. 

### Revenirea la „Rhodesia”
Ținând cont că protectoratul Rhodesiei de Nord nu mai există, în 1964 Rhodesia de Sud a revenit la numele de Rhodesia (vezi secțiunea următoare). 
În 1965, Rhodesia s-a declarat unilateral independentă sub un guvern majoritar alb condus de Ian Smith. După un lung război civil (până în 1979) dintre guvernul alb și două ”mișcări de eliberare” majoritar africane și aliate cu blocul sovietic (Armata Populară Revoluționară Zimbabwe și Armata Africană pentru Eliberarea Națională Zimbabwe), Marea Britanie a revenit la putere pentru o scurtă perioadă înainte de a acorda independența țării în 1980, după care a devenit Zimbabwe.

### Aspecte juridice legate de nume începând cu 1964
La 7 octombrie 1964, guvernul Rhodesian de Sud a anunțat că atunci când Rhodesia de Nord va obține independența ca Zambia, guvernul Rhodesian de Sud va fi cunoscut oficial ca Guvernul Rhodesian și colonia va fi cunoscută sub numele de Rhodesia.
La 23 octombrie al aceluiași an, Ministrul de Interne a anunțat presa că Constituția va fi modificată pentru a face acest lucru oficial. Mai apoi Adunarea Legislativă a emis un proiect de lege prin care declara că colonia poate fi numită Rhodesia. Proiectul de lege a primit a treia lectură la 9 decembrie 1964 și a fost înaintat guvernatorului pentru aprobare. 
Cu toate acestea, proiectul de lege nu a primit aprobare. Secțiunea 3 a Ordonanței (anexarea) Rhodesiei de Sud 1923 prevedea că Rhodesia de Sud ”va fi cunoscută ca și Colonia Rhodesiei de Sud” și Actul (constituția) Rhodesiei de Sud 1961 și Decretul Consiliului, care au urmat, s-au referit amândouă la teritoriu în acest fel. Acestea erau măsuri ale Regatului Unit și erau înafara puterii instituțiilor Rhodesiene de Sud de a le modifica.
Guvernul Rhodesian, care începuse să folosească oricum noul nume, nu a forțat lucrurile. Declarația unilaterală de independență a folosit numele „Rhodesia”, care a rămas neschimbat la declararea republicii în 1970, titlul constituției republicane din 1969, ca și constituția anterioară acesteia, fiind „Constituția Rhodesiei”.
Chiar dacă nou nume era folosit pe scară largă, numele de ”Rhodesia de Sud” a ramăs numele formal al coloniei în teoria constituțională a Regatului Unit. De exemplu, actul adoptat de parlamentul Regatului Unit care declara independența o nulitate legală a fost intitulat ”Actul Rhodesiei de Sud 1965”.
În urma semnării Acordului de la Casa de Lancaster, parlamentul Regatului Unit a adoptat Ordonanța Constituției Rhodesiei de Sud 1979, stabilind biroul guvernatorului și al guvernatorului adjunct al Rhodesiei de Sud, ocupate de Lord Soames și respectiv Sir Antony Duff.
Noul guvernator a ajuns în Salisbury la data de 12 decembrie 1979 iar în acea zi în parlamentul Zimbabwe Rhodesian i-a cedat puterea adoptând Constituția Zimbabwe Rhodesiană (Amendament) (No. 4), declarând că ”Zimbabwe Rhodesia nu va mai fi un stat independent și va deveni parte din dominația Maiestății Sale”. După alegerile din februarie 1980, colonia a încetat să mai existe când noua țară cu numele de Zimbabwe a devenit independentă pe data de 17 aprilie 1980 la miezul nopții.

## Sistemul judiciar
Lista judecătorilor șefi: 
| Funcționar              | Mandat             | Mandat             | Notițe                                                         |
| Funcționar              | A preluat mandatul | A plecat din birou | Notițe                                                         |
| ----------------------- | ------------------ | ------------------ | -------------------------------------------------------------- |
| Sir Murray Bisset       | 1927               | 1931               | În trecut jucător de Test cricket pentru Africa de Sud.        |
| Sir Fraser Russell      | 1931               | ? 1943             |                                                                |
| Sir Robert James Hudson | 1943               | 15 mai 1950        |                                                                |
| Vernon Lewis            | 1950               | 1950               | Decedat în serviciu, 1950                                      |
| Sir Robert Tredgold     | 1950               | 1955               | Judecător șef al Federației Rhodesia și Nyasaland, 1953? -1961 |
| Sir John Murray         | 1 august 1955      | 1961               |                                                                |
| Sir Hugh Beadle         | 1961               | 1977               |                                                                |
| Hector Macdonald        | 1977               | 1980               |                                                                |

## Legături externe
- Shutt, Allison K. (2015). Manners Make a Nation: Racial Etiquette in Southern Rhodesia, 1910–1963. Rochester: University of Rochester Press.
- Blake, Robert (1978). A History of Rhodesia. New York: Knopf. ISBN 0-394-48068-6.